# Friedrich Magnus V. zu Solms-Wildenfels
Friedrich Magnus V. Graf zu Solms-Wildenfels (* 1. November 1886 in Wildenfels; † 6. September 1945 in Groß-Schweidnitz) war ein deutscher Standesherr, Offizier und Politiker.

## Familie und Leben
Solms-Wildenfels war der Sohn von Friedrich Magnus IV. Graf zu Solms-Wildenfels (1847–1910) und dessen Ehefrau Jacqueline Christine Anne Adelaide Gräfin Bentinck (* 4. Januar 1855; † 12. Dezember 1933). Solms-Wildenfels heiratete am 4. Januar 1925 in Wildenfels Prinzessin Marie von Schwarzburg (* 7. Februar 1898;  † 4. November 1984), Tochter des Sizzo Prinz von Schwarzburg  (1860–1926) und der Alexandra von Anhalt (1868–1958). Das Paar hatte fünf Kinder.
Solms-Wildenfels wurde nach dem Tod des Vaters 1910 regierender Graf der Herrschaft Wildenfels. Als solcher war er bis zur Abschaffung der konstitutionellen Monarchie im Königreich Sachsen im November 1918 erbliches Mitglied der Ersten Kammer des Sächsischen Landtags. Die TH Dresden ernannte ihn 1931 zum Ehrensenator. Graf Friedrich Magnus V., wurde 1940 von den Nationalsozialisten verhaftet und verstarb fünf Jahre später in der Nervenheilanstalt Groß-Schweidnitz.